# USA's nationale økonomiske råd
USA's nationale økonomiske råd (National Economic Council, forkortet NEC) er det vigtigste forum for den amerikanske præsidents rådslagning om økonomisk politik. Direktøren for NEC er dermed også en af præsidentens vigtigste økonomiske rådgivere.

## Historie og formål
Rådet blev oprettet i 1993 af præsident Clinton som led i opfyldelsen af hans valgløfte om at give USA's økonomiske situation topprioritet. Rådet skal koordinere processen med at udvikle administrationens økonomiske politik og rådgive præsidenten herom. Rådet sikrer også, at diverse trufne beslutninger og tiltag er i overensstemmelse med præsidentens udtalte mål og holder øje med implementeringen af den økonomiske politik. Rådet er dannet efter model af USA's nationale sikkerhedsråd.
Den nuværende direktør for NEC (udpeget af Joe Biden) er Lael Brainard.

## Organisation
USA's præsident er selv formand for rådet, hvis medlemmer desuden er vicepræsidenten, udenrigs-, finans- og en række andre ministre samt forskellige andre højtstående repræsentanter for præsidentens administration, herunder også formanden for Rådet af Økonomiske Rådgivere. Direktøren for NEC sidder i rådet og er dets daglige leder. Hans fulde titel er Assistant to the President for Economic Policy and Director of the National Economic Council. To af de hidtidige direktører, nemlig Robert Rubin og Larry Summers, har også været finansministre i USA - henholdsvis umiddelbart efter og 8 år før de var direktører for NEC.

### Direktører for USA's Nationale Økonomiske Råd
| Direktør        | Fra               | Til               | Præsident      |
| --------------- | ----------------- | ----------------- | -------------- |
| Robert Rubin    | 25. januar 1993   | 11. januar 1995   | Bill Clinton   |
| Laura Tyson     | 21. februar 1995  | 12. december 1996 | Bill Clinton   |
| Gene Sperling   | 12. december 1996 | 20. januar 2001   | Bill Clinton   |
| Larry Lindsey   | 20. januar 2001   | 12. december 2002 | George W. Bush |
| Steve Friedman  | 12. december 2002 | 10. january 2005  | George W. Bush |
| Al Hubbard      | 10. januar 2005   | 28. november 2007 | George W. Bush |
| Keith Hennessey | 28. november 2007 | 20. januar 2009   | George W. Bush |
| Larry Summers   | 20. januar 2009   | 31. december 2010 | Barack Obama   |
| Gene Sperling   | 20. januar 2011   | 5. marts 2014     | Barack Obama   |
| Jeff Zients     | 5. marts 2014     | 20. januar 2017   | Barack Obama   |
| Gary Cohn       | 20. januar 2017   | 2. april 2018     | Donald Trump   |
| Larry Kudlow    | 2. april 2018     | 20. januar 2021   | Donald Trump   |
| Brian Deese     | 20. januar 2021   | 21. februar 2023  | Joe Biden      |
| Lael Brainard   | 21. februar 2023  | 20. januar 2025   | Joe Biden      |
| Kevin Hassett   | 20. januar 2025   |                   | Donald Trump   |

## Det Nationale Økonomiske Råd og Rådet af Økonomiske Rådgivere
Ved siden af det Nationale Økonomiske Råd har præsidenten også et andet rådgivende organ i den økonomiske politik, nemlig Rådet af Økonomiske Rådgivere (oprettet af præsident Truman i 1948) til at give inspiration i den økonomiske politik. De to organer har en klar arbejdsdeling: Det Nationale Økonomiske Råd er dybt involveret i den politiske proces med udarbejdelsen og udførelsen af den konkrete økonomiske politik. Rådet af Økonomiske Rådgivere er lidt mere tilbagetrukket i forhold hertil. Dets medlemmer og ansatte er typisk universitetsforskere eller forskeruddannede med en Ph.D.-grad, og de overvåger og analyserer den generelle økonomiske situation og udarbejder analyser og memoer til præsidenten. Den tidligere direktør for NEC Keith Hennessey har udtrykt det sådan: "NEC does economic policy and decision-making, and CEA does economics (NEC står for den økonomiske politik og beslutningstagning, og CEA står for økonomien)". En anden kommentator har sagt, at CEA er en tænketank og NEC en kommandocentral. I nogle henseender kan de to råds rolle sammenlignes med forholdet i Danmark mellem De Økonomiske Råd og embedsmændene i Finansministeriet.